# Anette Maiburg
Anette Maiburg (* 1963) ist eine deutsche Flötistin.

## Leben
Nach ihrer Ausbildung an der Robert-Schumann-Hochschule in Düsseldorf startete sie als Flötistin beim Philharmonischen Orchester Hagen, absolvierte Tourneen und Einspielungen mit den Bamberger Symphonikern sowie dem Kölner Rundfunksymphonie Orchester des WDR und dem Beethoven Orchester Bonn. Dazu kam eine Lehrtätigkeit an den Musikhochschulen in Köln und Lübeck, wo sie künstlerische Hauptfachklassen unterrichtete.
Über die Begegnung mit den Musikern des Trios Voyage, das Programme vom Barock bis hin zum Jazz gestaltet, entstand ihre Begeisterung für die außergewöhnliche Besetzung Flöte, Gitarre und Bass, die sie dazu anregte, sich weiterhin mit Improvisation und neuen Klangmöglichkeiten auf ihrem Instrument zu beschäftigen, die Basis für die Konzertprogramme Classica Cubana und Classica Argentina. Mit Joaquín Clerch, dem kubanischen Gitarristen, spielte sie zunächst eine Zeit lang vorwiegend klassische Musik im Duo, bald schon aber bezogen die beiden Musiker die kubanische Folklore mit ein. Eine neue Klangkombination für diese traditionell von der Gitarre und Perkussionsinstrumenten geprägte Musik wurde entwickelt und das Duo durch Pancho Amat, einem der führenden Instrumentalisten des kubanischen Trés erweitert.
Inzwischen spielen Maiburg und Clerch sowohl im Duo als auch in der Formation „Classica Cubana“, wobei der kubanische Son sowie Rumba, Chachacha und Mambo die Programme der kreativen Gruppierung prägen. Dennoch wurzelt Anette Maiburg in der europäischen Klassik. Aktuell spielt sie mit dem Harfenisten Emmanuel Ceysson unter anderem in der Formation Classica Francese, dem Bratscher Wen Xiao Zheng, dem Klarinettisten Ralph Manno sowie dem Cellisten Guido Schiefen im Trio con flauto.

### Festivals und Konzerte
Mit ihren verschiedenen Ensembles ist Anette Maiburg bei den wichtigen deutschen Festivals wie dem Rheingau Festival, den Weilburger Schlosskonzerten, den Moselfestspielen und Melos Logos in Weimar vertreten. Darüber hinaus wirkte sie bei „Young Artists in Concert“ und dem Musik Festival Davos mit. Anette Maiburg gibt regelmäßig Meisterkurse, u. a. im Haus Marteau, beim Bayerischen Tonkünstlerverband (Musikakademie Hammelburg) und beim Meisterkursfestival „Konturen“ in Brühl.
2005 gründete die Musikerin das Niederrhein Musikfestival, dessen künstlerische Leitung sie seither innehat. Unter dem Motto „Klänge, Sprache, Farbe“ wird hier Musik mit Malerei und Literatur in Beziehung gesetzt.

### CD-Einspielungen
2008 rief Anette Maiburg gemeinsam mit dem Label Musikproduktion Dabringhaus & Grimm die CD-Reihe „Classica“ ins Leben, bei der sie der klassischen Musik in den verschiedensten nationalen Ausprägungen von Frankreich bis Brasilien nachspürt. 2009 wurde als erstes Album „Classica Cubana“ veröffentlicht, im selben Jahr folgte „Classica Argentina“. 2010 kam „Classica Venezolana“, 2011 „Classica Espanola“, 2013 „Classica Francese“ und aktuell „Classica Brasiliana“ auf den Markt.
Bei MDG erschien im Jahr 2012 die Weltersteinspielung des „Concierto de otoño“ für Flöte und Streichorchester von Joaquin Clerch, das der Komponist Anette Maiburg auch gewidmet hat.

## Auszeichnungen
2009 erhielt Anette Maiburg mit ihrem Ensemble für die CD „Classica Cubana“ den Echo Klassik in der Kategorie "Klassik ohne Grenzen".

## Diskographische Hinweise
- Anette Maiburg: Classica Brasiliana (2014, mit Filippa Gojo, Rafael Aguirre, Marcelo Rosario, Gabriel Rosario, Włodzimierz Gula, Roland Peil)